# Bathing Buddies
Bathing Buddies (titulado en español Baño de amigos) es el décimo sexto cortometraje animado en las series cinematográficas del Pájaro Loco. Lanzado en cines el 1 de julio de 1946, el corto fue producido por Walter Lantz Productions y distribuido por Universal Pictures.

## Argumento
El Pájaro Loco (Ben Hardaway) es un inquilino en una casa de huéspedes dirigida por Pablo Morsa (Jack Mather), pero su juego de golf bajo techo rápidamente pone de los nervios al propietario. Loquillo decide darse un baño, para lo que tiene que depositar una moneda de diez centavos en el contador de agua de su baño. Cuando la moneda se le escapa de los dedos y rueda por el desagüe, intenta una variedad de trucos inusuales para recuperarla, lo que provoca una batalla de voluntades con Pablo mientras intenta tomar su propio baño. El último intento de Loquillo es meter dinamita en las tuberías, demoliendo la casa pero liberando su moneda de diez centavos por fin.